# Metopia opaca
Metopia opaca är en tvåvingeart som beskrevs av Allen 1926. Metopia opaca ingår i släktet Metopia och familjen köttflugor. Inga underarter finns listade i Catalogue of Life.